# Kociubeiivka, Novi Sanjarî
Kociubeiivka (în ucraineană Кочубеївка) este un sat în comuna Halușciîna Hreblea din raionul Novi Sanjarî, regiunea Poltava, Ucraina.

## Demografie
Componența lingvistică a localității Kociubeiivka
     Ucraineană (100%)
Conform recensământului din 2001, toată populația localității Kociubeiivka era vorbitoare de ucraineană (100%).